# Tobias Christensson
Tobias Christensson, född 29 januari 1987 i Munkedal, är en svensk före detta fotbollsspelare (mittfältare). Han spelade 2008 i Örgryte IS, och värvades till säsongen 2009 till Västra Frölunda IF, där han spelade 2009–2016. Han har även varit utlånad till Lindome GIF.[källa behövs]